# NGC 7653
NGC 7653 је спирална галаксија у сазвежђу Пегаз која се налази на NGC листи објеката дубоког неба.
Деклинација објекта је + 15° 16' 32" а ректасцензија 23h 24m 49,1s. Привидна величина (магнитуда) објекта NGC 7653 износи 12,6 а фотографска магнитуда 13,4. NGC 7653 је још познат и под ознакама UGC 12586, MCG 2-59-38, CGCG 431-58, IRAS 23223+1500, PGC 71370.